# پیز سزنر

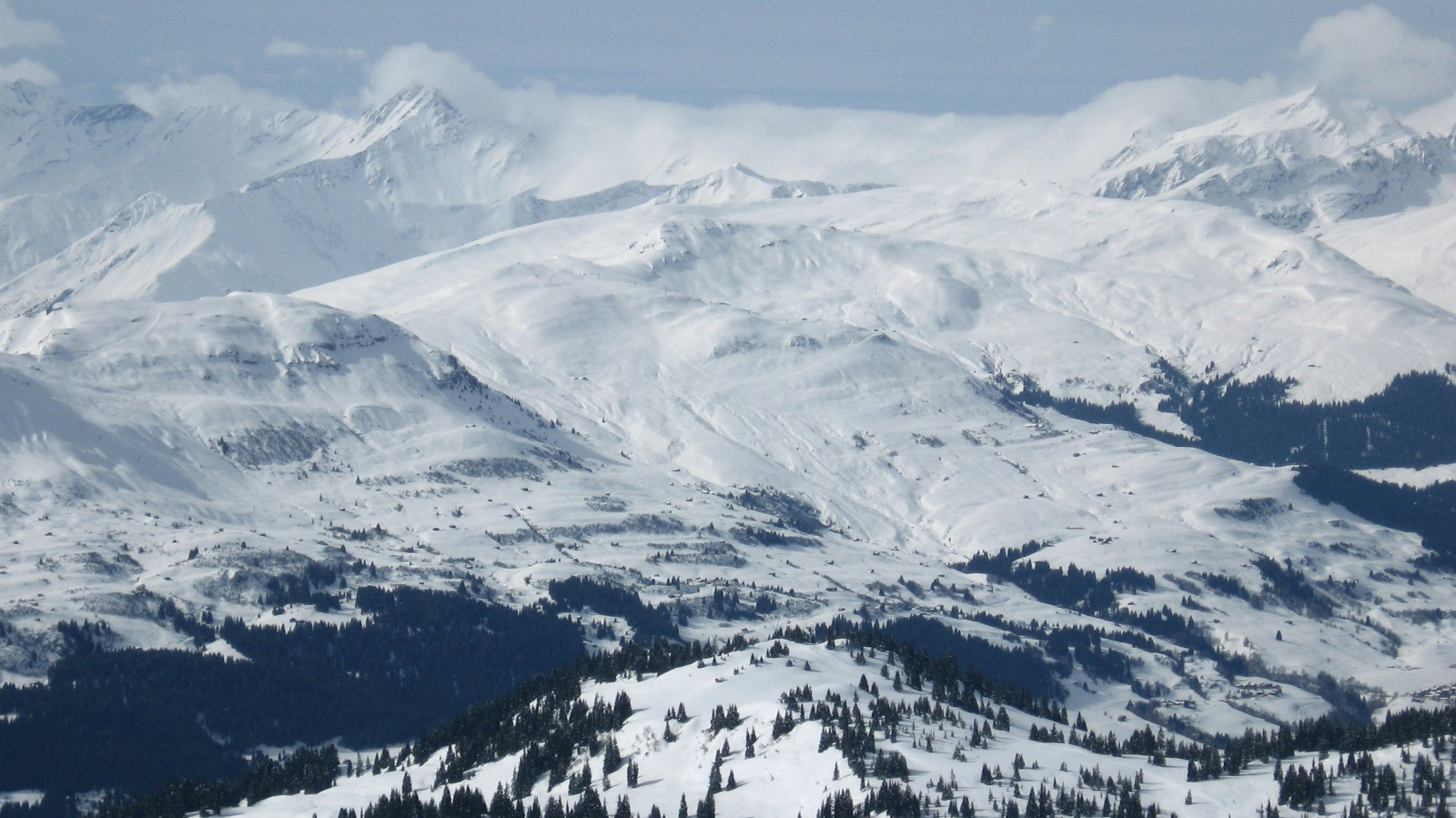
کوه پیز سزنر (به لاتین: Piz Sezner) در کانتون گراوبوندن کشور سوئیس واقع شده‌است.

پیز سزنر (به لاتین: Piz Sezner) یک کوه در سوئیس است که در کانتون گراوبوندن واقع شده‌است. پیز سزنر ۲٬۳۱۰ متر بالاتر از سطح دریا واقع شده‌است.